# T 19 (Schiff)
T 19 war ein Torpedoboot des „Typs 1937“ der deutschen Kriegsmarine im Zweiten Weltkrieg.
Das Boot wurde nach dem Kriegsende den USA als Kriegsbeute zugeteilt, und die USA stellten es Dänemark zur Verfügung. Der geplante Umbau zu einem Führungsschiff für Schnellboote wurde 1950 aufgegeben und das Boot wurde im Februar 1952 in Dänemark verschrottet.

## Baugeschichte
T 19 lief als siebentes Boot des „Typs 1937“ vom Stapel. Die neun Boote des Typs entstanden alle bei den Schichau-Werken in Elbing und entsprachen weitgehend den ersten Torpedobooten des Aufrüstungsprogramms der Kriegsmarine vom „Typ 1935“. Sie waren etwas kürzer und breiter und hatten zur Verringerung der Spritzwasserbildung einen vergrößerten Ausfall des Bugs. Änderungen im Schiffsaufbau rund um die Maschinenanlage erlaubten einen größeren Treibstoffvorrat (216 t statt 200 t). Die Dampfkessel der Antriebsanlage wurden mit weniger Temperatur betrieben, um die Störanfälligkeit zu senken. Zur Verbesserung der Steuerfähigkeit erhielten die Boote zwei Ruder hinter den beiden Propellern, was eine direktere Reaktion auf veränderte Ruderlagen ermöglichen sollte. Ab T 19 war auch die Heckform etwas verändert, um die Rückwärtsfahreigenschaften zu verbessern.
Ursprünglich sollten 36 Boote gebaut werden. Da aber nicht alle wünschenswerten Änderungen in den Grundentwurf eingepasst werden konnten, gab die Kriegsmarine den Bau dieses Typs nach den ersten neun Einheiten auf und bestellte stattdessen die größeren Boote des „Typs 1939“, die sogenannten Flottentorpedoboote. Die ersten Flottentorpedoboote, die schon vergebene Aufträge ersetzten, wurden bereits neben den letzten Booten des „Typs 1937“ fertiggestellt.
Nur zwei Boote des „Typs 1937“ liefen noch unmittelbar vor Beginn des Zweiten Weltkriegs vom Stapel; die anderen folgten bis zum 21. November 1940. In Dienst kamen die neun Boote vom 31. Mai 1941 bis zum 11. Juli 1942. Als mit T 21 das letzte Boot des Typs fertig wurde, waren schon die beiden ersten Flottentorpedoboote im Dienst.

## Einsatzgeschichte
Das am 20. Juli 1940 vom Stapel gelaufene T 19 wurde am 18. Dezember 1941 in Dienst gestellt und wie seine Schwesterboote der 3. Torpedobootsflottille unter Korvettenkapitän Hans Wilcke in Gotenhafen zugeteilt. Die Boote sollten nach dem Abschluss der Ausbildung in der Ostsee an die französischen Atlantikküste eingesetzt werden. T 19 und T 18 verlegten Mitte September 1942 nach Westen. Die Boote kollidierten während des Marsches im Ärmelkanal und mussten Le Havre zur Reparatur aufsuchen.

### Einsätze im Kanal und in der Biskaya

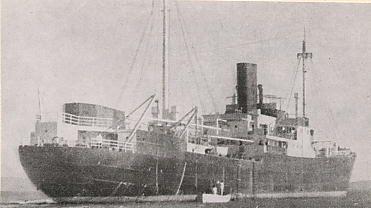
Der Hilfskreuzer Komet

Im Oktober versuchte der Hilfskreuzer Komet, den Ärmelkanal zu passieren, um von Westfrankreich zu einer zweiten Kaperfahrt auszulaufen. Der als Sperrbrecher getarnte Hilfskreuzer lief nach dem Verlust eines Teils seiner Sicherungskräfte auf einer Minensperre nach Dünkirchen ein. Am 12. Oktober setzte er seine Fahrt bis Le Havre fort. Dort lief er am nächsten Tag, gesichert durch die Torpedoboote T 4, T 10, T-14 (Führerboot mit dem Chef der 3. T-Flottille, Hans Wilcke) und T 19 zum Weitermarsch aus. In Kenntnis der Identität des Schiffes hatte die Royal Navy zwei Kampfgruppen mit neun Geleitzerstörern der Hunt-Klasse und acht Motortorpedobooten in See, um die Komet abzufangen. Nachdem kurz nach Mitternacht ein Swordfish-Aufklärer den deutschen Verband entdeckt und mit Leuchtbomben markiert hatte, griffen die britische Schiffe auf der Höhe von Cherbourg an. Wilke wollte Cherbourg anlaufen, aber der Hilfskreuzer setzte seine Fahrt fort.
Es kam zu einem unübersichtlichen Gefecht, in dem beide Seiten zum Teil wohl auf eigene Einheiten schossen. T 14 wurde (wohl von der Komet) getroffen und der Flottillenchef Wilcke dabei getötet. Die Komet explodierte nach einem Torpedotreffer oder einen glücklichen Artillerietreffer eines britischen Zerstörers und sank mit ihrer gesamten Besatzung. Neben T 14 wurden auch T 10 und auf britischer Seite die Brocklesby in dem Gefecht beschädigt. Die deutschen Torpedoboote liefen nach dem Untergang der Komet weiter nach Brest.

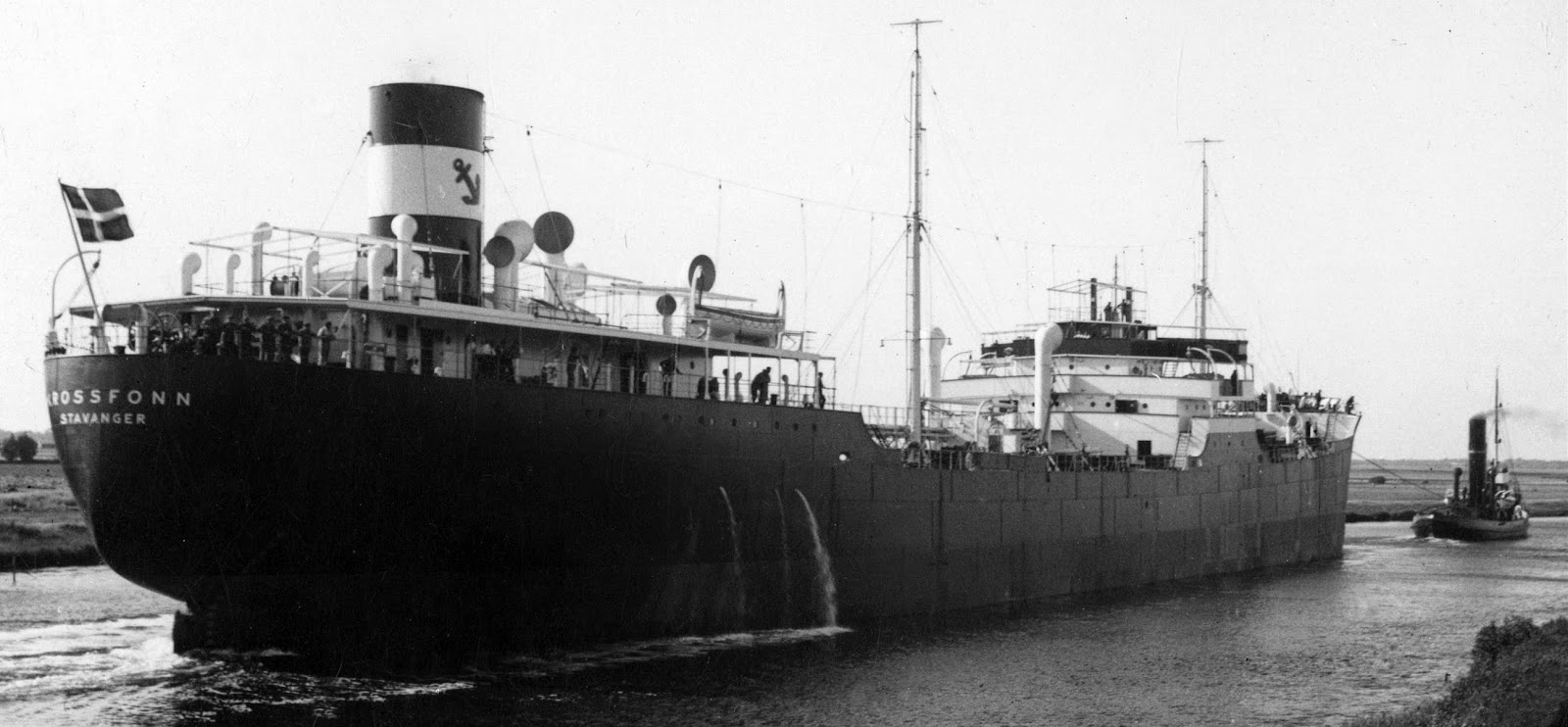
Die spätere Spichern nach ihrer Fertigstellung als norwegische Krossfonn

Die Boote der 3. T-Flottille (T 13, T 14, T 18, T 19, T 21) sicherten danach in der Biskaya, zusammen mit Booten der 5. T-Flottille, das Auslaufen deutscher und italienischer Schiffe von Bordeaux in den Fernen Osten. Vom 9. September bis zum 12. Dezember verließen zehn Blockadebrecher den französischen Hafen, von denen sechs Japan erreichten. T 19 sicherte unter anderem vom 9. bis zum 11. November zusammen mit dem Flottentorpedoboot T 22, der Falke und dem Schwesterboot T 13 das Auslaufen des Versorgungstankers Spichern. Die Briten entdeckten den Verband, griffen den Tanker aber erst nach dem Rückzug der Sicherungsboote aus der Luft an. Die beschädigte Spichern brach darauf ihre Fahrt ab und suchte Zuflucht im neutralen El Ferrol. Anfang November erreichten auch drei deutsche Blockadebrecher (Tannenfels mit Gefangenen und der Besatzung des versenkten Hilfskreuzers Stier, Dresden und Kulmerland) die Biskaya und wurden von Torpedobooten der 3. (darunter T 19) und 5. T-Flottille nach Bordeaux geleitet.
Nach der Tannenfels, die am 2. November 1942 in Bordeaux eintraf, suchten ab dem 1. November T 9, T 17, T 18 und T 19.
Ende März 1943 war T 19 eines der Sicherungsfahrzeuge für den am 28. aus der Gironde nach Japan auslaufenden italienischen Blockadebrechers Himalaya.  Insgesamt vier Zerstörer, ein Flottentorpedoboot und sieben weitere deutsche Torpedoboote sicherten diesen letzten Versuch, ein Überwasserschiff nach Japan in Marsch zu setzen. Nach Entdeckung durch die britische Luftaufklärung wurde der Versuch abgebrochen und die beteiligten Schiffe kehrten am 30. März in ihre Einsatzhäfen zurück.
Als einziges Boot der Klasse verblieb T 19 noch bis zum Herbst 1943 in Frankreich und führte mit den Booten der 5. T-Flottille im Ärmelkanal im September 1943 noch drei Minenlegeunternehmen durch.

### Einsätze in der Ostsee
Das Boot wurde im Herbst 1943 nach Deutschland verlegt und diente mit den Schwesterbooten als Schulflottille bei der Torpedoschule in der Ostsee. Ab Sommer 1944 kam es dann wieder zum Fronteinsatz der 3. T-Flottille mit T 20, T 13, T 17 und T 19 bei der Sicherung deutscher Transporte mit Soldaten und Flüchtlingen. So sicherten die Boote am 23. September 1944 den letzten Geleitzug aus Reval mit mehr als 9.000 Menschen an Bord. Eine Aufgabe der Flottille war die Sicherung der schweren Einheiten der Kriegsmarine, die mit ihrer Artillerie in die Landkämpfe eingriffen, wie am 23./24. Oktober, als der Schwere Kreuzer Lützow sowjetische Stellungen auf Sworbe und bei Memel beschoss. Diese Einsätze waren zum Teil mit der Abwehr sowjetischer Luftangriffe verbunden. Am 20./21. November war T 19 am Einsatz der Kampfgruppe Thiele mit dem Schweren Kreuzer Prinz Eugen, vier Zerstörern und drei Schwesterbooten bei Sworbe beteiligt.
Anfang 1945 war T 19 im Skagerrak im Einsatz, wo es mit dem Leichten Kreuzer Nürnberg, dem Minenschiff Linz, den Zerstörern Friedrich Ihn und Theodor Riedel und dem Schwesterboot T 20 am 13./14. Januar eine Minensperre verlegte. Am 17./18. März sicherten die Friedrich Ihn und T 17, T 19 und T 20 die Verlegung einer weiteren Minensperre im westlichen Skagerrak durch die Minenschiffe Ostmark und Lothringen.
Im Verlauf des Krieges wurde die Flugabwehrfähigkeit des Boots mehrfach verbessert (sog. Barbara-Bewaffnung). Das Boot soll zuletzt, neben dem 10,5-cm-Geschütz achtern, ein 40-mm-Bofors-Geschütz, zwei einzelne 37-mm-Maschinenkanonen und je zwei 20-mm-Zwillings-MK und zwei 20-mm-Vierlinge geführt haben. Dafür waren ältere Flak und ein Torpedorohrsatz ausgebaut worden.

### Letzte Einsätze
T 19 und T 17 gehörten mit den Zerstörern Hans Lody, Friedrich Ihn, Theodor Riedel, Z 25 und den Flottentorpedobooten T 23 und T 28 zu den Einheiten der Kriegsmarine, die sich nach dem Inkrafttreten der Kapitulation der Wehrmacht in Nordwestdeutschland und Dänemark außerhalb der deutschen und dänischen Hoheitsgewässer befanden und am 5. Mai 1945 aus dem Raum Kopenhagen nach Hela liefen, um Soldaten und Flüchtlinge von dort zu evakuieren. Sie wurden am 6. Mai auf der Reede vor Kopenhagen ausgeschifft und die Boote liefen nochmals nach Hela, wo sie bis zum 8. Mai früh noch weitere Soldaten und Flüchtlinge an Bord nahmen, die dann nach Schleswig-Holstein gebracht wurden.

## Kommandanten
| 18. Dezember 1941 bis Mai 1943  | Kapitänleutnant Carl-August Richter-Oldekop |
| Mai bis September 1943          | Kapitänleutnant Werner-Friedrich Weinling   |
| September bis November 1943     | i. V. Kapitänleutnant Uhde                  |
| November 1943 bis Dezember 1944 | Kapitänleutnant Werner Westphal             |
| Dezember 1944 bis Mai 1945      | Kapitänleutnant Horst Freiherr von Luttitz  |

## Verbleib des Bootes
Mit der Kapitulation ging T 19 in britischen Besitz über. Bei der Verteilung der Kriegsbeute unter den Alliierten wurde das Boot im Januar 1946 den USA zugeteilt. Die US Navy hatte kein Interesse an dem Boot und stellte es im November 1947 Dänemark zur Verfügung. Dort wurde erwogen, das Boot als Führungsboot für Schnellboote zu nutzen, denn Dänemark hatte zwölf deutsche Schnellboote ebenfalls von den Amerikanern erhalten (Glenten-Klasse). Im Juni 1948 gab die US Navy auch noch das Torpedoboot T 4 an Dänemark ab. Die vagen Pläne für den Einsatz der beiden Boote wurden jedoch bald aufgegeben und T 4 wurde 1951, T 19 1952 verschrottet.